# Leon Wallerand

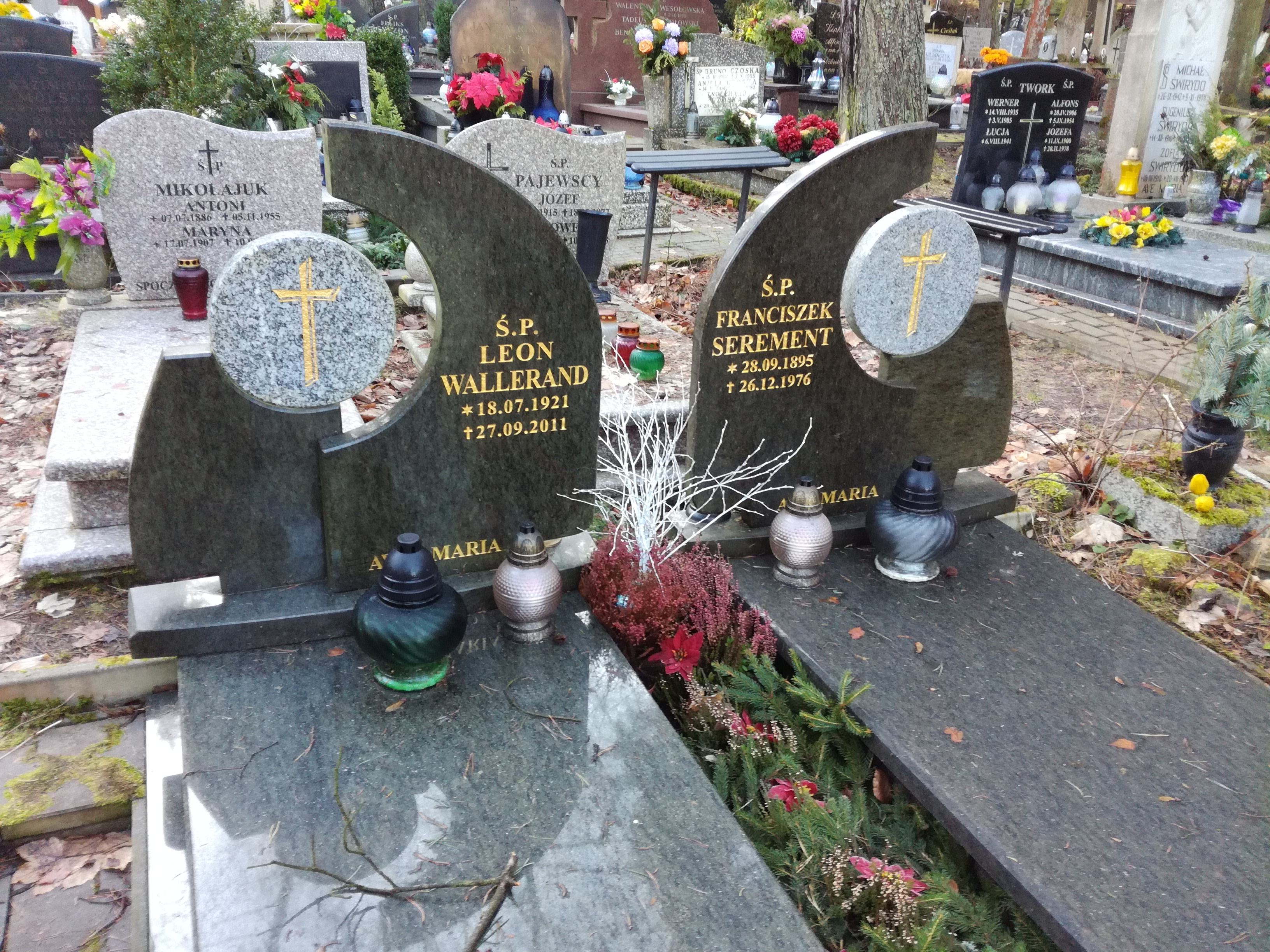
Grób Leona Walleranda na Cmentarzu Srebrzysko w Gdańsku

Leon Wallerand (ur. 18 lipca 1921 w Nowym Klinczu, zm. 27 września 2011 w Gdańsku) – polski trener piłki ręcznej (pierwszy trener Bogdana Wenty) i nauczyciel wychowania fizycznego.

## Życiorys
W czasie II wojny światowej był żołnierzem II Korpusu Polskiego gen. Władysława Andersa. Po zakończeniu działań wojennych ukończył kurs instruktorski w Centralnym Ośrodku Sportu w Sulmonie we Włoszech. Po II wojnie światowej należał do inicjatorów odbudowy sportu w Kościerzynie. W 1951 stworzył sekcję piłki ręcznej w Gwardii Gdańsk, klubie przemianowanym następnie na Wybrzeże Gdańsk i pracował w nim do 1957, zdobywając dwukrotnie wicemistrzostwo Polski "siódemek" (1956 i 1957) i dwukrotnie brązowe medale "jedenastek" (1955 i 1956). Następnie był trenerem w Spójni Gdańsk. Od 1963 ponownie pracował ze szczypiornistami Wybrzeża, sięgając z nimi po mistrzostwo (1966) i wicemistrzostwo (1967, 1968) Polski. Przez wiele lat pracował jako nauczyciel wychowania fizycznego w gdańskim Conradinum, był inicjatorem powstania MKS Conradinum, w ramach którego wyszukiwał młode talenty z terenu Trójmiasta. Jego najwybitniejszym wychowankiem był Bogdan Wenta.
Pochowany na Cmentarzu Srebrzysko w Gdańsku (rejon VI, kwatera II, rząd 13).